# مارك ماكوتشون
مارك ماكوتشون (بالإنجليزية: Mark McCutcheon)‏ هو لاعب هوكي الجليد أمريكي، ولد في 21 مايو 1984 في إثاكا في الولايات المتحدة.

## وصلات خارجية
- مارك ماكوتشون على موقع دوري الهوكي الوطني (الإنجليزية)
- مارك ماكوتشون على موقع EliteProspects.com (الإنجليزية)
- مارك ماكوتشون على موقع HockeyDB.com (الإنجليزية)